# Niiza
Niiza (jap. 新座市, -shi) ist eine Stadt in der Präfektur Saitama auf Honshū, der Hauptinsel von Japan.

## Geografie
Niiza liegt östlich von Tokorozawa und südwestlich von Saitama.

## Angrenzende Städte und Gemeinden
| - Tokorozawa - Asaka - Shiki - Fujimi | - Tokio: Stadtbezirk Nerima - Kiyose - Nishitōkyō - Higashikurume |

## Geschichte
Niiza erhielt am 1. November 1970 das Stadtrecht.

## Verkehr
| - Zug: - JR Musashino-Linie | - Straße: - Kanetsu-Autobahn - Nationalstraße 254,463 |

## Städtepartnerschaften
- Jyväskylä, Finnland, seit 1997
- Nasushiobara, Japan, seit 2000
- Tōkamachi, Japan, seit 2002
- Jiyuan, Volksrepublik China, seit 2002
- Neuruppin, Deutschland, seit 2003

## Weblinks

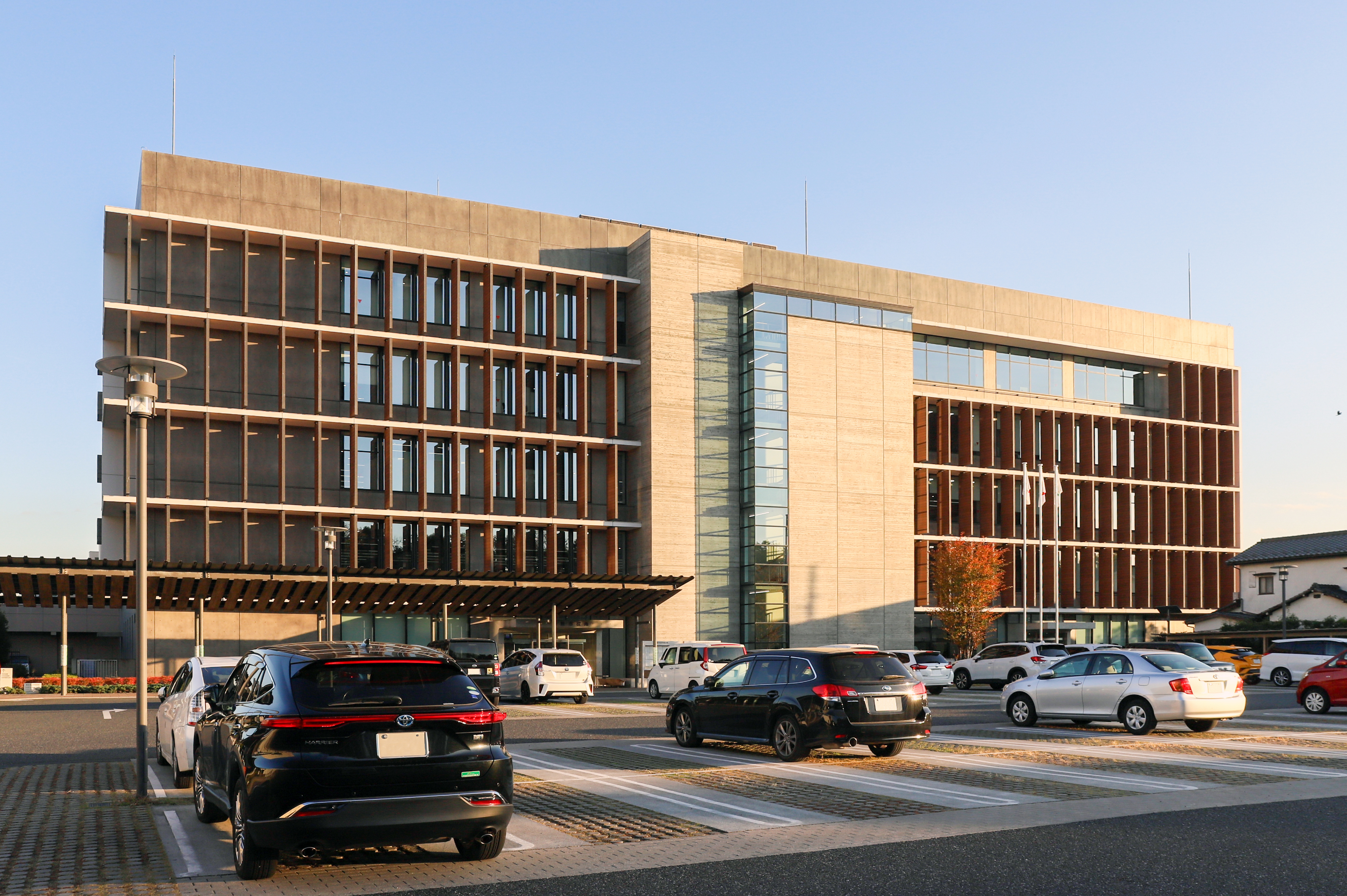
Rathaus von Niiza

## Persönlichkeiten
- Toshio Suzuki (* 1955), Rennfahrer
- Atsushi Inoue (* 1977), Fußballspieler
- Motoki Hasegawa (* 1998), Fußballspieler